# Pedro Tamen
Pedro Mario Alles Tamen (* 1. Dezember 1934 in Lissabon, Portugal; † 29. Juli 2021 in Setúbal) war ein portugiesischer Lyriker und Übersetzer.

## Leben
Pedro Tamen studierte Jura und arbeitete auch zeitweilig als Lehrer und Journalist.
Er war von 1987 bis 1990 Präsident des portugiesischen P.E.N. Auch saß er von 1975 bis 2000 im Präsidium der Calouste-Gulbenkian-Stiftung. Ebenfalls war er Begründer des Centro Cultural do Cinema 1956.
Sein erster Gedichtband erschien 1956 mit dem Titel Poema para todos os dias. Seitdem sind viele weitere Gedichtbände entstanden. Einige seiner Gedichte sind auch ins Deutsche übersetzt worden. Insgesamt ist sein Werk in gut 10 Sprachen übersetzt. Für seinen 2010 erschienenen Gedichtband O Livro do Sapateiro wurde er 2011 mit dem Prémio Literário Casino da Póvoa ausgezeichnet.
Er übersetzte zahlreiche Autoren ins Portugiesische, so z. B. Gustave Flaubert, Gabriel García Márquez und Marcel Proust.
Pedro Tamen starb am 29. Juli 2021 im Alter von 86 Jahren in Setúbal. Sein Leichnam wurde eingeäschert, die Trauerfeier fand in Palmela statt. Zu seinem Tod äußerte sich auch der Präsident von Portugal, Marcelo Rebelo de Sousa.

## Werk (Auswahl)
- Poema para todos os dias, 1956, Gedichte.
- O sangue, a agua e o vinho, 1958, Gedichte.
- Escrito de Memoria, 1973, Gedichte.
- Os quarenta e dias sonettos, 1973, Gedichte.
- Principio de Sol, 1982, Gedichte.
- Analogia e Dedos, 2006, Gedichte.
- O Livro do Sapateiro, 2010, Gedichte.